# Cerizy
Cerizy és un municipi francès situat al departament de l'Aisne i a la regió dels Alts de França. L'any 2007 tenia 58 habitants.

## Demografia

### Població
El 2007 la població de fet de Cerizy era de 58 persones. Hi havia 21 famílies de les quals 8 eren parelles sense fills i 13 parelles amb fills.
La població ha evolucionat segons el següent gràfic:
Habitants censats

### Habitatges
El 2007 hi havia 22 habitatges, 21 eren l'habitatge principal de la família i 1 estava desocupat. Tots els 22 habitatges eren cases. Dels 21 habitatges principals, 12 estaven ocupats pels seus propietaris i 9 estaven llogats i ocupats pels llogaters; 2 tenien tres cambres, 5 en tenien quatre i 14 en tenien cinc o més. 9 habitatges disposaven pel capbaix d'una plaça de pàrquing. A 3 habitatges hi havia un automòbil i a 15 n'hi havia dos o més.

### Piràmide de població
La piràmide de població per edats i sexe el 2009 era:
| Homes | Edats   | Dones |
| ----- | ------- | ----- |
| 0     | 95 o +  | 0     |
| 0     | 90 a 94 | 0     |
| 0     | 85 a 89 | 0     |
| 0     | 80 a 84 | 0     |
| 0     | 75 a 79 | 0     |
| 0     | 70 a 74 | 4     |
| 0     | 65 a 69 | 0     |
| 0     | 60 a 64 | 0     |
| 0     | 55 a 59 | 0     |
| 0     | 50 a 54 | 0     |
| 0     | 45 a 49 | 0     |
| 4     | 40 a 44 | 0     |
| 0     | 35 a 39 | 0     |
| 12    | 30 a 34 | 8     |
| 0     | 25 a 29 | 4     |
| 0     | 20 a 24 | 0     |
| 0     | 15 a 19 | 0     |
| 4     | 10 a 14 | 0     |
| 4     | 5 a 9   | 8     |
| 0     | 0 a 4   | 4     |

## Economia
El 2007 la població en edat de treballar era de 36 persones, 33 eren actives i 3 eren inactives. De les 33 persones actives 30 estaven ocupades (16 homes i 14 dones) i 3 estaven aturades (1 home i 2 dones). De les 3 persones inactives 1 estava estudiant i 2 estaven classificades com a «altres inactius».

## Poblacions més properes
El següent diagrama mostra les poblacions més properes.